# George Pădure
George Pădure  (n. 25 aprilie 1954, Constanța, România) este un om de afaceri român, care a candidat ca independent și a fost ales Primar al Sectorului 1 din București în mandatul 1996-2000, cu 55,77 % din voturi. Activitatea în administrația publică locală a fost completată apoi în perioada 2000-2004 cu funcția de consilier în Consiliul General al Municipiului București. 
Ca om de afaceri, și-a început activitatea în Belgia, înainte de 1989, iar în România și-a deschis afacerile imediat după 1990, fiind, printre altele, și inițiatorul proiectelor GEPA Electro Center și Metropolis.

## Biografie
Este născut la 25 aprilie 1954 în Constanța dintr-o familie de intelectuali. Are dublă cetățenie: română și belgiană.

#### Studii
- 1976 Liceul „Mircea cel Bătrân” Constanța
- 1978 Diverse școli de meserii - Cadre de conducere în industria hotelieră și turism
- 1996 - 2000 Facultatea de Drept Titulescu
- 1997 Curs Intensiv de Administrație Publică și Locală Sinaia
- 1998 Institutul „Public-Privat Partnership” (Washington)

#### Om politic
- 1996 - 2000: Primar al Sectorului 1 București;
- 2000 - 2004: Consilier general CGMB.

George Pădure a fost ales, ca independent, primar al Sectorului 1 din București în mandatul 1996-2000, cu 55,77 % din voturi. Experiența sa anterioară în Belgia, într-o societate cu tradiție și practică democratice, i-a fost de un real folos în activitatea de edil al Sectorului 1, atât în ceea ce privește relația administrație locală – mediul de afaceri, cât și, mai ales, în ceea ce privește reorganizarea aparatului administrativ al primăriei pentru a satisface cât mai bine necesarul și nevoile cetățenilor din Sectorul 1. 
În acest sens, printre realizările ca primar al Sectorului 1, în mandatul sau se numără:
- înființarea Bursei Locurilor de Muncă, având statut de serviciu public pus la dispoziția cetățenilor Sectorului 1 aflați în căutarea unui loc de muncă;
- extinderea rețelelor de alimentare cu apă și canalizare la un număr suplimentar de 24 de străzi (prin investiții de 4.847.148 lei pentru extinderea rețelei de apă și de 7.175.282 lei pentru extinderea rețelei de canal);
- amenajarea a 60 de spații de joacă pentru copii, între blocuri și în părculețele din Sectorul 1;
- modernizarea piețelor Matache și Mureș, printr-o investiție cu sprijinul BERD;
- începerea modernizării piețelor Amzei, 1 Mai, 16 Februarie, Floreasca;
- introducerea unor regulamente moderne de organizare și funcționare a piețelor, târgurilor și oboarelor din Sectorul 1 (HCL nr 24/1997; HCL nr 77/1999);
- implementarea sistematizării bd. Nicolae Titulescu și bd. Banu Manta, chiar dacă ele intrau sub jurisdicția Primăriei Generale din acest punct de vedere;
- achiziționarea de utilaje proprii pentru Primăria Sectorului 1 pentru reabilitarea prin forțe proprii a sistemului rutier din Sectorul 1;
- înființarea Centrului de Informare pentru Cetățeni – idee și acțiune preluate ulterior și de celelalte sectoare din București;
- înființarea comitetului consultativ “Sfatul Bătrânilor”, ca un organism cu caracter obștesc aflat în apropierea Primarului Sectorului 1 și orientat către  implicarea cetățenească și către creșterea performanțelor administrației publice;
- creșterea eficienței rezolvării problemelor administrative în Sectorul 1, prin organizarea teritoriului Sectorului în 22 de zone, de fiecare zonă răspunzând câte un inspector zonal, cu atribuții foarte clare de creștere a operativității și eficienței;
- derularea, în colaborare cu Universitatea din București, Catedra de Asistență Socială, și cu Institutul pentru Calitatea Vieții, a unui program de inventariere a situației sociale a cetățenilor din Sectorul 1 și implementarea măsurilor necesare pentru îmbunătățirea ei;
- înființarea sistemului de puncte de colectare a deșeurilor în piețele Sectorului 1, în vederea reciclării;
- promovarea unei metodologii de amplasare modernă și nesufocantă a firmelor și reclamelor în Sectorul 1;
- sprijinirea dezvoltării societății civile în Sectorul 1 și colaborarea Primăriei cu toate entitățile din societatea civilă, prin foarte multe parteneriate public-privat (exemple: cu Fundația “Copiii Noștri” și cu Organizația “Salvați Copiii”, pentru programul de prevenire a abuzurilor asupra minorilor; cu Fundația “Parteneri pentru Dezvoltarea Locală”, pentru cursuri de instruire profesională ș.a.m.d.).

De asemene, în mandatul 2000-2004, George Pădure a candidat și a fost ales consilier municipal la Primăria Generală a Municipiului București, calitate în care și-a continuat activitatea în administrația publică din București, ocupându-se de data aceasta de proiecte cu relevanță și impact asupra întregului municipiu.

### Om de afaceri
George Pădure are cetățenie română și belgiană. Și-a început cariera de om de afaceri în Belgia, înainte de 1989; relevant este că la nici trei ani de la stabilirea în Belgia, a devenit directorul unei societăți profilate pe comerț cu produse electronice, pe care a adus-o rapid pe locul 675 în topul celor mai mari firme belgiene. 
În 1986, tot în Belgia, și-a deschis propria afacere GEPA (denumirea venind de la primele litere ale numelui și prenumelui sau). Fiind vorbitor de 4 limbi (engleză, franceză, olandeză și greacă), acest lucru i-a facilitat deschiderea către comerțul internațional, astfel încât GEPA a devenit în scurt timp cel mai mare exportator de produse electronice pe piața Greciei. 
Imediat după 1990 a revenit în țară și a înființat și aici firma GEPA, cu denumirea completă GEPA Electro Center, care în foarte scurt timp, a devenit prima societate românească la standarde occidentale. 
- 1983 Director General - Juber TAX FREE SHOP (Belgia, Anvers - Societate comercială produse electronice)
- 1987 Fondator - GEPA (Belgia, Anvers)
- 1990 Fondator - GEPA Decor (România, București)
- 2007 Fondator și CEO - Metropolis Project Development
- 2014 Fondator și CEO - Best Western PLUS Expocenter Hotel****

## Vezi și
- Lista primarilor sectoarelor bucureștene după 1989